# Viktor zu Wied

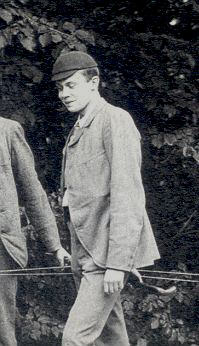
Viktor Prinz zu Wied um 1900

Wilhelm Friedrich Adolph Hermann Viktor Prinz zu Wied (* 7. Dezember 1877 in Neuwied; † 1. März 1946 in Moosburg an der Isar) war in der Zeit des Nationalsozialismus deutscher Botschafter in Schweden und Mitglied des deutschen Fürstenhauses Wied mit Schwerpunkt im heutigen Rheinland-Pfalz.

## Herkunft
Viktor Prinz zu Wied war Sohn des Generals und Politikers Fürst Wilhelm zu Wied (1845–1907) und der Marie von Oranien-Nassau, Prinzessin der Niederlande (1841–1910). Ein älterer Bruder war Prinz Wilhelm zu Wied, während einer kurzen Periode (7. März bis 5. September 1914) Fürst von Albanien. Seine Tante Elisabeth zu Wied war Königin von Rumänien.
Zu Wieds Kontakt zum schwedischen Königshaus war doppelter Natur: seine Mutter war die jüngste Schwester von Luise von Oranien-Nassau (Gemahlin des schwedischen Königs Karl XV.) und seine Großmutter, Prinzessin Marie von Nassau-Weilburg (1825–1902), war eine ältere Halbschwester von Sophia von Nassau (Gemahlin des schwedischen Königs Oskar II.).
Victor zu Wied starb in britischer Gefangenschaft im Internierungslager Camp 6 in Moosburg an de Isar. Die Todesursache wurde mit „Herzmuskelschwäche“ angegeben. Er wurde am 4. März 1946 nach Berchtesgaden überführt.

## Politik
Nach seiner soldatischen Ausbildung und trat Viktor zu Wied 1905 in den diplomatischen Dienst des Deutschen Kaiserreichs ein. Er war ab 1919 in der Gesandtschaft in Stockholm eingesetzt und ab 1922 in Budapest. 1923 wurde er in den einstweiligen Ruhestand versetzt. Ein Jahr vor der Machtergreifung der Nationalsozialisten trat er am 1. Januar 1932 der NSDAP bei (Mitgliedsnummer 856.879).
Nach der Machtübernahme der Nationalsozialisten in Deutschland wurde er ab dem 15. Dezember 1933 reaktiviert. Es gab zunächst Pläne, den Prinzen in London unterzubringen, aber man entschied bald, dass er dieser Aufgabe nicht gewachsen war. Er wurde stattdessen zum Reichsminister des Deutschen Reichs in Schweden eingesetzt. Der schwedische Außenminister Christian Günther war von dem deutschen Prinzen, der als freundlich, aber nervös und ängstlich beschrieben wurde, nur mäßig beeindruckt.
Ab 1922 in wurde Viktor von Wied in gleicher Funktion nach Budapest versetzt. In dieser Funktion war er bis 1943 und wurde von Hans Thomsen, dem ehemaligen deutschen Diplomaten in Washington, abgelöst.
Am 7. Oktober 1940 überreichte Viktor zu Wied dem schwedischen Oberbefehlshaber Olof Thörnell das Großkreuz des Deutschen Adlerorden mit einer von Adolf Hitler unterzeichneten Ernennungsurkunde. Wied selbst war bereits 1918 zum Kommandeur mit dem Großkreuz des Nordstern-Ordens ernannt worden.
Als Deutschland am Sonntag, dem 22. Juni 1941, der Sowjetunion den Krieg erklärte, nahm die deutsche Vertretung in Stockholm Kontakt mit dem schwedischen Außenminister Christian Günther auf und bat um ein Treffen. Am Sonntagmorgen um halb neun empfing Christian Günther im Auswärtigen Amt zwei deutsche Gesandte, von denen der eine der Leiter der Mission, Victor von Wied, und der andere der aus Berlin entsandte Gesandte Karl Schnurre war.
Bei dieser Gelegenheit wurden die militärischen Forderungen Deutschlands an das neutrale Schweden dargelegt, und es wurde deutlich gemacht, was die deutsche Seite von der schwedischen Regierung in politischer Hinsicht erwartet. Die Forderungen betrafen den Transit der deutschen Infanterie-Division 163, die nach ihrem Kommandeur Engelbrecht-Division genannt wurde, von Norwegen durch Schweden nach Finnland und an die Ostfront. Dies war der Beginn der so genannten Mittsommerkrise von 1941.
Prinz Viktor von Wied stand Hermann Göring persönlich nahe. Er verhielt sich persönlich korrekt und war im schwedischen Außenministerium beliebt. Aber als Missionschef war er kaum herausragend, und in dieser Hinsicht unterschied er sich von den meisten anderen Vertretern der Großmächte in Stockholm während des Zweiten Weltkriegs. Dies mag dazu beigetragen haben, dass die Aufgabe, die deutsche Regierung bei den nun stattfindenden Verhandlungen zu vertreten, stattdessen dem von Berlin aus entsandten Gesandten Karl Schnurre übertragen worden war.
1944 erhielt Prinz zu Wied von Adolf Hitler eine Dotation in Höhe von 250.000 Reichsmark.

## Familie
Aus der Ehe mit Klementine Christophora Karola Gisela, Gräfin zu Solms-Wildenfels (* 30. Dezember 1891 in Wildenfels; † 20. August 1976 in Oberammergau), eine Tochter des Standesherren Friedrich Magnus IV. zu Solms-Wildenfels (1847–1910) und Jacqueline Christine Anne Adelaide Bentinck (1855–1933), gingen zwei Kinder hervor:
- Marie Elisabeth Charlotte Sophie Anna Pauline Luise Solveig (* 14. März 1913 in Kristiania (Oslo) (DK); † 30. März 1985 in Augsburg)
- Benigna-Viktoria Ingeborg Anna Wilhelmine (* 23. Juli 1918 in Oslo; † 16. Januar 1972 in Oberammergau) ⚭ Baron Ernst-Hartmann Günther Baron von Schlotheim (1914–1952) am 19. Dezember 1939, Kaufmann und Fechtsportler. Das Ehepaar hatte zwei Töchter:
  - Viktoria Elisabeth Sibylla Agneta von Schlotheim (* 11. April 1948 in Wiesbaden)
  - Christine Maria Gisela von Schlotheim (* 22. Juli 1950 in Wiesbaden)